# Katie Zelem
Katie Zelem, né le 20 janvier 1996 à Oldham, est une footballeuse internationale anglaise qui évolue au poste de milieu de terrain.

## Biographie

### Carrière en club
Katie Zelem est formée au Manchester United qui n'a alors pas d'équipe professionnelle, et commence alors sa carrière avec le Liverpool FC lors du Championnat d'Angleterre 2013.
Ayant pris part aux deux titres nationaux, en 2013 puis 2014, avant d'être transférée à la Juventus en aout 2017, qui vient juste d'apparaitre en Serie A.
Elle remporte alors le premier championnat féminin de l'histoire du club, puis décide de s'engager avec son club formateur, le Manchester United, qui vient tout juste d'obtenir le droit de jouer le Championship, qui recrute alors plusieurs joueuses britanniques de premier plan.
Elle est élue joueuse de l'année, lors d'une saison où son équipe obtient la promotion en première division.

### Carrière en sélection
Katie Zelem est internationale anglaise en équipes de jeunes, ayant notamment joué avec les moins de 19 ans en championnat d'Europe 2013 et 2015, puis les moins de 20 ans en championnat du monde 2014.
Katie Zelem fait ses débuts avec l'Équipe d'Angleterre féminine senior le 30 novembre 2021, entrant en jeu à la 71e minute d'une victoire 20-0 record contre la Lettonie.
En mai 2023, elle est sélectionnée dans le groupe de l'équipe d'Angleterre pour la Coupe du monde féminine 2023 qui a lieu en juillet.

### En club
Manchester United
- Vainqueur de la Coupe d'Angleterre en 2024.
- Finaliste de la Coupe d'Angleterre en 2023.